# 馬鴻賓
馬 鴻賓（ば こうひん）は中華民国の軍人。寧夏地方の一部を支配した回族の軍閥、馬家軍の長の一人。馬福祥の兄の馬福禄の子。

## 人物・生涯
馬鴻賓は当初馮玉祥に仕え、1930年11月に馮玉祥が破れ中原大戦が終結すると蔣介石と和解した。馬鴻賓は従弟の馬鴻逵と寧夏地方をめぐって争い、劣勢でありながらも地域バランスを保ちたいという蔣介石の思惑によって全面敗走を免れていた。1930年、馬鴻賓は蔣介石から甘粛省主席に任命され、その職を翌年1931年までに全うした。馬鴻賓が甘粛地方に対しほとんど支配権を持たず、甘粛は実質彼の甥の馬仲英によって支配されていた。1934年7月、馬仲英がソビエト連邦に発ったあとも地元の兵士や住民は彼に忠誠を誓い続けた。
日中戦争勃発後、馬鴻賓は従弟の馬鴻逵の部隊と合わせて第17集団軍に編成され、馬鴻賓は第17集団軍副司令及び第81軍軍長に任命された。
日本投降後、国共内戦が勃発し、馬鴻賓は西北軍司令部の上級参謀に任命された。1949年9月、中国人民解放軍が寧夏に接近すると馬鴻賓は第81軍を率い中国共産党に投降した。中華人民共和国成立後、馬鴻賓は寧夏省副主席、甘粛省副省長、西北軍政委員会副主席、中華人民共和国国防委員会委員などを歴任した。1960年10月21日、馬鴻賓は蘭州にて死去した。
享年77（満76歳）。

### 略年譜
- 1921年 - 1928年 寧夏鎮守使
- 1926年 - ? 第22師団長
- 1930年 寧夏省主席
- 1930年 - 1931年 甘粛省主席
- 1938年 - 1945年 第17集団軍副司令、第81軍軍長
- 1940年 - 1941年 第17集団軍総司令